# إيفان ماناينكو
إيفان ماناينكو (1919 – 1985) هو مبارز بالسيف من الاتحاد السوفيتي راحل، مثّل بلاده في الألعاب الأولمبية الصيفية 1952.

## روابط رياضية
إيفان ماناينكو على موقع أوليمبيديا (الإنجليزية)